# Giovani senza domani
Giovani senza domani (A Kiss Before Dying) è un thriller psicologico del 1956 diretto dall'esordiente Gerd Oswald. È ispirato a Un bacio prima di morire, primo romanzo di Ira Levin (1952).

## Trama
Bud Corliss, un ambizioso studente, mette incinta Dorothy Kingship, una giovane ereditiera sua compagna di università. Il padre della ragazza, Leo, un magnate del rame, si oppone al matrimonio, minacciando di diseredarla. Bud allora la uccide, simulandone il suicidio, ed elimina chiunque sospetti di lui per poi fidanzarsi con Ellen, la sorella di Dorothy. Sull'accaduto sta però indagando il detective Gordon Grant. Bud ormai è in un vortice senza fine.